# Billiers
Billiers (in bretone: Beler) è un comune francese di 946 abitanti situato nel dipartimento del Morbihan nella regione della Bretagna.

## Società

### Evoluzione demografica
Abitanti censiti